# Aristéneto
Aristéneto (en griego: Ἀρισταίνητος) fue un epistológrafo de griego antiguo que floreció en el siglo V o VI.
Fue identificado anteriormente con Aristéneto de Nicea (el amigo de Símaco), quien falleció en un terremoto en Nicomedia, 358, pero pruebas internas indican una fecha mucho más posterior.
Se conservan bajo su nombre en forma de cartas dos libros de historias de amor; los temas son tomados de elegías eróticas de escritores alejandrinos tales como Calímaco, y el lenguaje es un mosaico de frases de Platón, Luciano, Alcifrón y otros. Las historias son débiles e insípidas, y llenas de incidentes extraños e improbables.